# Білолуцька селищна рада
| Білолуцька селищна рада — орган місцевого самоврядування у Новопсковському районі Луганської області з адміністративним центром у смт Білолуцьк. Історична дата утворення: в 1943 році. Водоймища на території, підпорядкованій даній раді: річки Біла, Айдар. Селищній раді підпорядковані населені пункти: - смт Білолуцьк - с. Кубань |

## Склад ради
Рада складається з 20 депутатів та голови.

### Керівний склад ради
| ПІБ                      | Основні відомості                                                                                  | Дата обрання | Дата звільнення |
| ------------------------ | -------------------------------------------------------------------------------------------------- | ------------ | --------------- |
| Богонюк Микола Федорович | Селищний голова, 1958 року народження, освіта, член Партії регіонів                                | 26.03.2006   | 31.10.2010      |
| Бунзяк Микола Григорович | Селищний голова, 1952 року народження, освіта вища, член Партії промисловців і підприємців України | 31.10.2010   |                 |

Примітка: таблиця складена за даними джерела